# Dhalkisor
Dhalkisor o Dwarkeswar és un riu de Bengala Occidental. Neix a les muntanyes Tilabani, i corre cap al sud-est entrant al districte de Bankura i segueix cap al districte de Bardwan al que entra a pocs quilòmetres de Katalpur. Segueix al sud-est i passa Jahanabad sortint del districte a Berari. Després és conegut com a Rupnarayan, el qual s'uneix al cap de poc al riu Hugli.